# Distretto di Juarzon
Il distretto di Juarzon è un distretto della Liberia facente parte della contea di Sinoe.